# Semàfor de Biarra
El Semàfor de Biarra pertany al terme comunal de Portvendres, de la comarca del Rosselló, a la Catalunya del Nord.
Està situat en el Cap de Biarra, al costat de ponent del cap, pròpiament dit.
Es tracta d'un aparell de servei de navegació per a la Marina militar francesa construït el 1861.